# TRS 4
TRS 4 (Tetrahedron Research Satellite 4), também denominado de ERS 9, foi um satélite artificial estadunidense lançado em 19 de julho de 1963 por meio de um foguete Atlas-Agena B a partir da Base da Força Aérea de Vandenberg.

## Características
O TRS 4 foi o quarto membro de sucesso da família de satélites ERS (Environmental Research Satellites), pequenos satélites lançados como carga secundária junto com satélites maiores para fazer testes de tecnologia e estudos do ambiente espacial. O TRS 4 foi lançado em conjunto com os satélites Midas 7 e Dash 2. Levava um único experimento a bordo, similar aos do TRS 2 e TRS 3, que consistia em 132 células solares  em diferentes configurações, algumas protegidas e outras desprotegidas, para investigar os efeitos que o espaço tinha nelas. O satélite recolheu dados durante 11 dias.